# Estrone
L'estrone, detto anche follicolina, è un ormone di tipo estrogenico che viene secreto dalle ovaie nelle donne in età fertile, dietro stimolazione da parte dell'ormone follicolostimolante (FSH) e della luteotropina (LH); viene secreto anche dalla placenta durante la gestazione. L'estrone è prodotto anche, seppure in minore quantità, dal tessuto adiposo; questo tipo di secrezione avviene in tutti gli individui, compresi quelli di sesso maschile e le donne in menopausa.
La formula bruta dell'estrone è C18H22O2. Il punto di fusione di questo ormone è situato a 254,5 °C.
L'estrone è stato il primo ormone steroideo a essere scoperto: la sua individuazione risale al 1929 e avvenne ad opera degli scienziati statunitensi Edward Adelbert Doisy ed Edgar Allen. Due mesi più tardi, lavorando in modo indipendente, anche il biochimico tedesco Adolf Friedrich Johann Butenandt isolò e descrisse l'estrone.

## Sintesi
L'estrone è sintetizzato a partire dall'androstenedione, il quale è a sua volta un derivato del progesterone. La conversione in estrone consiste nella demetilazione del carbonio in posizione 19, con conseguente acquisizione di aromaticità da parte dell'anello eterociclico "A".

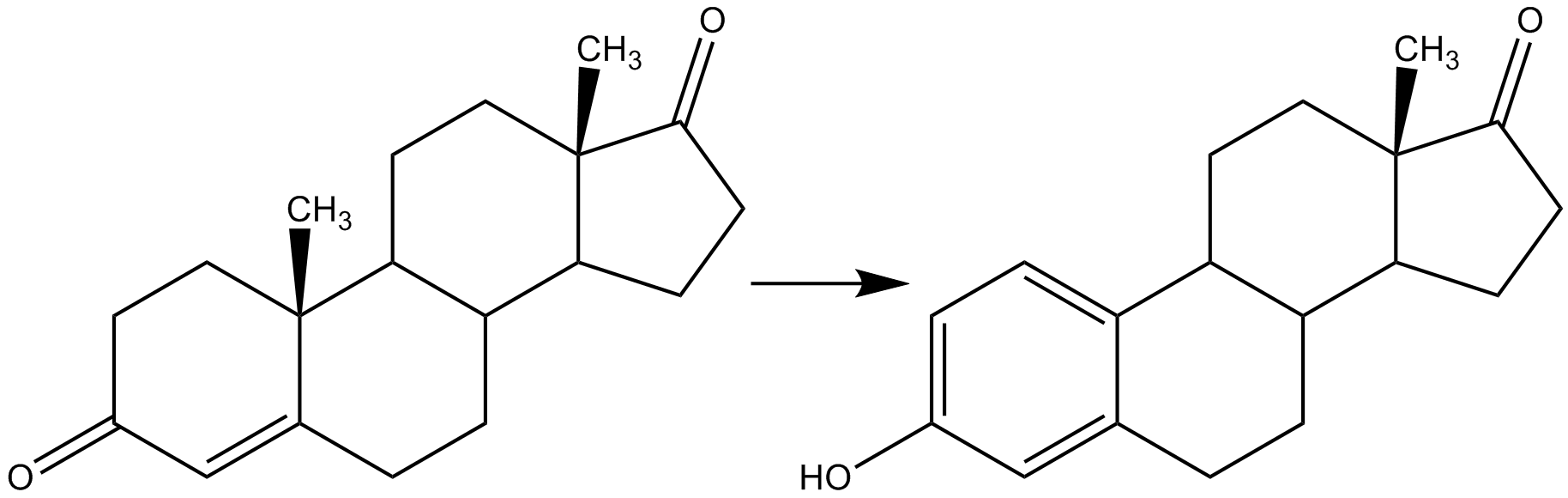
Formule di struttura di androstenedione ed estrone

Questa reazione è catalizzata dall'enzima aromatasi e presenta delle analogie con la conversione del testosterone in estradiolo.

## Metabolismo
A livello epatico l'estrone viene convertito in estradiolo. Come tutti gli estrogeni, l'estrone subisce reazioni di coniugazione nel fegato (trasformandosi più volte) e, infine, viene secreto insieme alla bile, andando incontro a una dinamica di circolo enteroepatico. Il fegato può inoltre trasformare l'estrone in una serie di metaboliti inattivi (in particolare l'estrone solfato) che vengono in seguito escreti tramite l'urina.
L'estrone può anche essere trasformato in estriolo, oppure può essere idrossilato dagli enzimi del citocromo P450 in composti detti catecolo estrogeni (poiché contengono un residuo di pirocatecolo); due di questi cataboliti sono il 2- e il 4-idrossiestrone.
L'emivita dell'estrone nel circolo sanguigno varia tra i 10 e i 70 minuti ed è paragonabile a quella dell'estradiolo.

## Effetti
L'effetto dell'estrone sull'organismo è piuttosto blando. Ciò nonostante viene impiegato in campo farmacologico, nel contesto della terapia ormonale, ad esempio per alleviare i sintomi della sindrome menopausale, come le vampate di calore; la sua commercializzazione per questi scopi, tuttavia, è progressivamente diminuita negli anni.
In condizioni normali, circa il 16% dell'estrone si trova associato alle globuline leganti gli ormoni sessuali (SHBG); la grande maggioranza delle molecole di estrone, circa l'80%, si trovano invece legate all'albumina presente nel plasma sanguigno. Il restante 4% circa dell'estrone circola liberamente nel sangue, senza essere legato a specifiche molecole. Questo ormone si lega alle SHBG meno di quanto faccia l'estradiolo, dal momento che la sua affinità per queste proteine è solo il 24% di quella posseduta dall'estradiolo stesso.
L'uso farmacologico dell'estrone è controindicato in molte situazioni cliniche, ad esempio nelle donne in gravidanza o durante l'allattamento, nei soggetti con pregresse neoplasie, pregressi ictus, che soffrono di trombosi venosa profonda o che hanno mostrato reazioni di ipersensibilità nell'ambito di una pregressa terapia a base di estrogeni.
Alcuni effetti collaterali dell'assunzione di estrone sono: tumefazione o perdita di consistenza delle mammelle, prurito vaginale, sanguinamento uterino atipico (cioè non connesso alla fase mestruale), aumento di peso, alopecia, ittero e, nei casi più gravi, reazioni di anafilassi. È stato documentato anche l'aumento del rischio di sviluppare un tumore della mammella e andare incontro a vaginiti, ictus, trombosi venosa profonda e ipertensione.